# 恰纽斯罗
恰纽斯罗，是匈牙利巴兰尼亚州所辖的一个村。总面积28.56平方公里，总人口708，人口密度24.8人/平方公里（2011年1月1日）。